# Constructo (miniatures navals)
CONSTRUCTO (miniatures navals) va ser una important fàbrica de miniatures navals creada a la primeria dels anys quaranta, del segle xx, a la població de Sant Lluís, illa de Menorca (Espanya). Tot i ser un producte pioner, o precisament per aquest motiu, es podria afegir a la llarga tradició industrial menorquina, al costat la construcció naval, el tèxtil, les bosses d'argent, la bijuteria i d'altres. Dintre del seu àmbit, Constructo es convertí en un referent europeu i mundial durant mig segle.

## Història
L'artífex de Constructo va ser Emili Orfila Gomila, un emprenedor que sentia gran estimació per les coses de la mar. Fundà aquesta factoria l'any 1941, a l'època menorquina (i espanyola) de penúria i cartilles de racionament de postguerra inserida en una economia autàrquica fonamentada en l'agricultura. Tot i començar de zero, un cop superada l'etapa de la Segona Guerra Mundial, demostrà una clara vocació exportadora per assolir un mercat molt fidel entre els aficionats al modelisme naval, no tan sols a l'Estat espanyol sinó també a França, Gran Bretanya, Alemanya, Itàlia, Estats Units i d'altres.
Constructo donà les primeres passes a un magatzem de la població des Castell (Menorca), propietat d'un seu germà, al qual també hi havia una sucursal de la fàbrica tèxtil Industrias Salinas Sabat. Al cap de poc temps es va mudar a Sant Lluís, en ubicacions provisionals. Finalment Orfila adquirí les cases i edificacions annexes del lloc (masia) de Son Tretze, situat a la casolania de Binifadet, a tocar del nucli de Sant Lluís pel costat nord. Finca que progressivament adaptaria a les necessitats de la factoria, inclòs un local d'exposició. Avui en dia, l'antic casat de Son Tretze, que albergà el taller de Constructo, s'han reconvertit en hotel rural.
Durant molts anys Constructo disposà d'una delegació al carrer Balmes de Barcelona, amb un local d'exposició i venda de les miniatures regentat per Josep Mas. Devers l'any 1950 Orfila comptà amb la col·laboració del seu nebot Joan Bargalló Orfila, pilot de la marina mercant i expert, per tant, en matèria naval, que va exercir d'encarregat general de la fàbrica.

## La fàbrica[calcitació]
Constructo ha estat la major empresa industrial de Sant Lluís. L'any 1947 treballaven dins el taller una cinquantena de persones, uns anys més tard van arribar a ser més de seixanta, més uns quants al·lots (nens). La majoria eren de Sant Lluís, encara que també n'hi havia de Maó i es Castell. A més, una trentena de dones cosien a ca seva veles i cartons per fixar les peces desmuntades dels vaixells en miniatura. A finals dels quaranta un oficial de primera cobrava 127,40 pessetes per setmana, un oficial de segona 111,65, una dona 50,40 i una al·lota d'uns setze anys 24,50. La retribució de la feina que treien a fora del taller depenia de les peces de cada model, podia anar de 25 a 75 cèntims la unitat.
La feina estava diferenciada per gèneres, els homes treballaven al taller mecànic i a les màquines: excèntrica, premsa, torn de revòlver (eixos de motors, femelletes), torn mecànic (cofes còniques del vigia). La seva part de la nau estava separada per unes vidrieres de la que ocupaven les dones per evitar que la pols de les màquines pogués embrutar les miniatures i veles que aquestes muntaven, envernissaven i pintaven.
Una de les innovacions de Constructo en el seu temps va ser la introducció de la feina en cadena. Quan arribava la comanda d'un model es feia la llista de totes les peces necessàries, es tallaven taulons a mida, una altra màquina feia els llistons, la següent les foradava i així fins a completar el procés. De cada peça se'n podien fer a milers, i algunes servien per a diferents models. Per als models que es venien desmuntats preparaven safates de 50 unitats amb totes les peces col·locades dins paquets que duien els mateixos números que hi havia impresos al cartró, per ser entregats a les dones que el cosien a casa seva. Es posava cada un dins la seva capça amb les instruccions i el plànol corresponent a punt per sortir al mercat de qualsevol lloc del món.
Devers l'any 1951 es van produir 13.000 miniatures muntades del tipus Xebec, reproducció d'una nau corsària de la Mediterrània, de quatre veles amb vies de colors, que es van fer com una oferta a aquells clients que compressin qualsevol dels seus models. El resultat de la promoció va ser força positiu, significà un embat molt important en la comercialització.

## Materials[calcitació]
Per a la fabricació de les miniatures navals Constructo feia servir la samba, un tipus de fusta molt dolça que no utilitzen els fusters i ebenistes perquè es copeja amb facilitat, també utilitzava el pi, el boix i el faig per fer les varetes. En primer, les cobertes es feien de fullola i després de fibra vermella. Les peces de llenya s'elaboraven a màquina, es bugien: marcaven i tallaven damunt el tauló amb serres fines circulars.
Les veles del Junc xinès, el Brago, el Fune i algun altre eren de paper, però la gran majoria eren de roba, comprada en peces que tallaven a mida de cada una (el Clipper porta 29 veles), llavors unes dones (Pilar de can Nofre, Eulàlia Tudurí i Joana “perruqueta”) les cosien i feien els doblecs i repunts a ca seva. Quan les retornaven al taller s'envernissaven i amb unes plantilles i pinzells s'hi pintaven les creus, lleons o dibuixos corresponents.
Els caps (cordes en termes mariners) es treien de rodets de fil que tallaven a mida i tenyien del color corresponent a cada model dins una olla d'aigua que posaven a la fornal. També es fabricaven a Constructo els petitíssims canons, àncores, escales, bots salvavides, bigotes rodes de timó, arjaus. Per començar en feien els motlles, que primer eren de metall i després de goma, amb unes quantes peces a cada un, motlles que omplien de plom. Passant el temps es van fer les peces de plàstic.

## Models
El dissenyador o modelista de Constructo era Gabriel Albertí, sogre de Montañés, el fundador de sa formatgera, la fàbrica de formatges en porcions “El Caserío”. Albertí era sordmut i anava i venia de Maó a Sant Lluís en bicicleta.
A la presentació del Catàleg 1948-49 es manifesta que una vegada superada la primera etapa de sacrificis i provatures, Constructo es troba en disposició de produir miniatures navals d'una extraordinària perfecció tècnica, a gran escala i a preus assequibles. El catàleg ofereix quatre sèries:
La sèrie Miniatura té sis models, com la Tartana Lola (14,5x13 cm, 22 peces, 13,75 pessetes desmuntat) o la caravel·la Santa Maria (13x14, 52 peces, 13,75 ptes.). La sèrie Universal inclou dos models, el Brago i el Junc xinès, vaixell pirata de la Xina (24x15, 57 peces, 13,55 ptes.). La sèrie Medium consta de tres models, com l'Endevour, iot anglès que el 1934 va participar en la Copa Amèrica (25x37, 64 peces, 33,30 ptes.). La sèrie Selecta, la més complexa, consta de sis models, que van del Llaüt Bou, barca d'arrossegament per parelles a la vela (34x35, 78 peces, 52 ptes.) a la Galera Normanda del segle xi, (50x38, 602 peces, 208 ptes.).
Els precedents eren preus per a maquetes desmuntades. Si es compraven muntades el seu cost podia anar de les 20,80 ptes. de la Tartana a les 364 de la Galera Normanda. També es venien separadament plànols o peces. Els primers costaven de 10 a 20 pessetes mentre que una botavara de 8,5 cm valia 2,50 o un canó antic de 31 mm 50 cèntims de pesseta. Amb el temps, s'incorporaren nous models i els preus anaren pujant. Els darrers anys podien anar de les 500 a les 7.000 pessetes, així un Hispaniola o un Bounty podien costar unes mil pessetes, si bé Miquel Rotger, treballador de Constructo, recorda que el darrer “San Juan de Nepomuceno” es va vendre muntat per més de 80.000.
Encara que allò que donà anomenada a Constructo van ser les miniatures navals, en determinades èpoques també es dedicà a fer altres productes, com filoses o cotxets de jugueta, de llenya i pintats a pistola (jeeps, camions, “rubias”), uns s'estiraven amb un maneguet, mentre que d'altres anaven a motor amb un destacat automatisme: quan un para-xocs topava amb algun objecte canviaven de sentit. També es va produir llanxes i canoes d'entre 38 i 90 cm que incorporaven un motor “d'imant permanent” que funcionava amb piles, motor que també era fet a Constructo. Els “navegables” van ser una altra de les especialitats de Constructo. Consistien en reproduccions de velers capaços de navegar a la vela dins un riu o a la mar en calma, amb dos models de Patins de doble casc de 50 i 70 cm d'eslora i dos tipus Balandre de 70 cm per un metre de llarg, tots dos amb timó “automàtic”, sistema que permetia lligar el timó a la botavara i quan el vent girava la vela aquesta feia voltar el timó. Arribà a construir un navegable de planxa metàl·lica d'uns 50 cm d'eslora. Constructo organitzava “regates miniatura” amb els seus navegables; facilitava un rol a cada possible participant.

## Canvis de mans i final[calcitació]
Emili Orfila Gomila va morir l'any 1954, a partir de llavors es va fer càrrec de Constructo la seva viuda, Josepa Sabat, que n'agafà el timó amb el mateix interès. Quan la sra. Sabat anà a viure a Barcelona, els darrers anys l'empresa passà a mans de Joan Solana, casat a una neta seva. Posteriorment, el 1984 o 85, se'n va fer càrrec una empresa catalana del mateix ram que va comprar Constructo i llogà les seves instal·lacions, encara que amb inconstància en el pagament del lloguer i el personal.
Com era d'esperar, l'empresa de miniatures navals s'enfonsà i amb només nou o deu empleats acabà per tancar les portes l'any 1986. Tot i així Constructo donà beneficis fins a l'últim moment, però li mancava la dedicació i l'alè d'Emili Orfila i Josepa Sabat. Un final poc memorable per una empresa que donà renom a Sant Lluís i es va fer un espai únic dins un mercat tan específic. La seva patent es va vendre a una altra empresa que continuà fabricant miniatures navals